# Amolops himalayanus
Amolops himalayanus är en groddjursart som först beskrevs av George Albert Boulenger 1888.  Amolops himalayanus ingår i släktet Amolops och familjen egentliga grodor. Inga underarter finns listade i Catalogue of Life.
Enligt två studier från 1992 respektive 2002 är Amolops himalayanus ett synonym till Amolops formosus.